# Frydek (jezioro)
Frydek – jezioro w woj. kujawsko-pomorskim, w powiecie wąbrzeskim, w całości położone na terenie miasta Wąbrzeźno, leżące na terenie Pojezierza Chełmińskiego.

## Dane morfometryczne
Powierzchnia zwierciadła wody według różnych źródeł wynosi od 24,5 ha przez 25,4 ha do 26,0 ha.
Zwierciadło wody położone jest na wysokości 94,7 m n.p.m.. Średnia głębokość jeziora wynosi 7,2 m, natomiast głębokość maksymalna 24,0 m.
W oparciu o badania przeprowadzone w 2003 roku wody jeziora zaliczono do wód pozaklasowych i II kategorii podatności na degradację.
W roku 1993 wody jeziora również zaliczono do wód pozaklasowych.
Ze względu na znaczne ilości spływających do jeziora zanieczyszczeń jego wody są pozaklasowe. W wodach jeziora stwierdzono m.in. wysoką zawartość materii organicznej, deficyty tlenowe oraz bardzo wysoką koncentrację związków fosforu.

## Hydronimia
Według urzędowego spisu opracowanego przez Komisję Nazw Miejscowości i Obiektów Fizjograficznych (KNMiOF) nazwa tego jeziora to Frydek. W różnych publikacjach wymieniana jest oboczna nazwa tego jeziora – Okonin.
Na północnym brzegu jeziora znajduje się grodzisko wczesnośredniowieczne.